# Canthyporus lateralis
Canthyporus lateralis är en skalbaggsart som först beskrevs av Karl Henrik Boheman 1848.  Canthyporus lateralis ingår i släktet Canthyporus och familjen dykare. Inga underarter finns listade i Catalogue of Life.